# Altbachisches Archiv
Das altbachische Archiv ist eine Sammlung von Motetten, Chorliedern und Kantaten älterer Mitglieder der Familie Bach aus der Zeit etwa zwischen 1650 und 1700.

## Entstehung
Die Sammlung besteht in erster Linie aus Handschriften des Arnstädter Kantors Ernst Dietrich Heindorff (1651–1724), die aus seinem Arnstädter Aufführungsrepertoire stammen. Einzelne Quellen gehörten auch seinem Vorgänger Jonas de Fletin (gest. 1665) sowie Heinrich Bach (1615–1692). Vermutlich hat der seit 1707 in Arnstadt als Organist amtierende Johann Ernst Bach (1683–1739) nach dem Tode Heindorffs 1724 aus dessen Nachlass die Werke der Bach-Familie herausgesucht, die schließlich in den Besitz von Johann Sebastian Bach gelangten. Nach dem Tod von Johann Sebastian Bach wurde die Sammlung an Carl Philipp Emanuel Bach vererbt, der ihr den Namen „altbachisches Archiv“ gab. Von dem Bach-Sohn wurden die Musikalien als Familienschatz gesehen. Gegenüber dem späteren Bach-Biographen Johann Nikolaus Forkel sprach er im Rahmen einer Ausleihe, 1775, liebevoll von „meinem alten Bachischen Archiv“ und bat ihn um gute Behandlung der inzwischen „etwas mürben“ Handschriften. Johann Sebastian Bach hat einige dieser Werke in der Thomaskirche aufgeführt, was zu seiner Zeit ungewöhnlich war, da man damals hauptsächlich aktuelle Musik gespielt und gesungen hat.

## Inhalt
Nach dem Verzeichniß des musikalischen Nachlasses des verstorbenen Capellmeisters Carl Philipp Emanuel Bach von 1790 umfasste die Sammlung die folgenden Stücke:
Johann Christoph Bach
- Es erhub sich ein Streit. Ein Singstück mit 22 Stimmen
- Meine Freundin, du bist schön. Ein Hochzeitstück mit vier Einzelstimmen, vier Chorstimmen, einer Violine, drei Violen, Violone und Cembalo
- Der Gerechte, ob er gleich zu zeitlich stirbt . Motette für fünfstimmigen Chor und Orgel
- Lieber Herr Gott, wecke uns. Motette für achtstimmigen Doppelchor mit Instrumenten
- Mit Weinen hebt sichs an. Aria für vier Stimmen
- Ach, daß ich Wassers genug. Kantate für Alt, Streichinstrumente und B.C.
- Es ist nun aus. Sterbe-Aria für vier Stimmen

Johann Michael Bach
- Ich weiss, dass mein Erlöser lebt. Choralmotette für fünfstimmigen Chor
- Ach wie sehnlich wart’ ich der Zeit. Kantate für Sopran, Streichinstrumente und Orgel
- Das Blut Jesu Christi. Choralmotette für fünfstimmigen Chor, Bläser oder Orgel
- Auf, lasst uns den Herren loben. Kantate für Alt, Streichinstrumente und Orgel
- Nun hab’ ich überwunden. Choralmotette für achtstimmigen Doppelchor
- Herr, wenn ich nur dich habe. Choralmotette für fünfstimmigen Chor
- Die Furcht des Herren. Kantate für fünf Solostimmen, Chor und Instrumente

Georg Christoph Bach
- Siehe, wie fein und lieblich ist. Geburtstagskantate für zwei Tenöre, Bass, Streichinstrumente und Orgel

Johann Bach
- Unser Leben ist ein Schatten. Choralmotette für sechsstimmigen Chor und dreistimmigen Fernchor (darin enthalten der Choral Ach wie flüchtig, ach wie nichtig; Evangelisches Gesangbuch Nr. 528)
- Sei nun wieder zufrieden. Motette für achtstimmigen Doppelchor (nach Psalm 116 Vers 7)

Johann Sebastian Bach
- Ich lasse dich nicht. Motette für zwei vierstimmige Chöre mit B.C.[5]

Nicht näher bezeichnete Komponisten
- Nun ist alles überwunden. Aria für vier Stimmen, Adam Drese (1620–1701) zugeschrieben
- Weint nicht um meinen Tod. Aria für vier Stimmen

## Überlieferung
Die originalen Notenhandschriften wurden aus dem Nachlass Carl Philipp Emanuel Bachs durch den eifrigen Musikaliensammler Georg Poelchau erworben und zu Zeiten des Sing-Akademie-Direktorats Carl Friedrich Zelters, der damals begann, ein Archiv – unter anderem von Notenbeständen – zu erstellen, der Sing-Akademie zu Berlin übereignet. Die Sammlung wurde 1935 als Notendruck neu herausgegeben.
Während des Zweiten Weltkrieges (1943) wurden die gesamten Bibliotheksbestände und mit ihnen das Alt-Bachische Archiv dank der Weitsicht des damaligen Sing-Akademie-Direktors Georg Schumann aus dem Gebäude der Sing-Akademie ausgelagert, das kurze Zeit darauf Brandbomben zum Opfer fiel. Vom Auslagerungsort, Schloss Ullersdorf in Niederschlesien, verschwand das Archiv in den Wirren der Nachkriegszeit anscheinend spurlos. Der einzige Anhaltspunkt, so ergaben Recherchen eines Vorstandsmitgliedes der Sing-Akademie Jahrzehnte später, bestand darin, dass ein ukrainisches Regiment der Roten Armee als letzte Einheit vor dem Verschwinden des Archivs in diesem Gebiet Schlesiens gekämpft hatte. 1999 wurden durch den Bachforscher Christoph Wolff nach langer Suche die Bibliotheksbestände im Staatsarchiv in Kiew, Ukraine, wiederentdeckt und von dort 2001 ihrer Eigentümerin, der Sing-Akademie zu Berlin, zurückgegeben.
Erstmals nach ihrer Rückgabe wurden die Bestände in einer Ausstellung im Bach-Archiv in Leipzig vom November 2002 bis Januar 2003 der Öffentlichkeit gezeigt.